# Замок Гріффен
Замок Гріффен (нім. Burg Griffen) розташований на 130 м вапняковій скелі неподалік міста Гріффен землі Каринтія (Австрія).

## Джерела

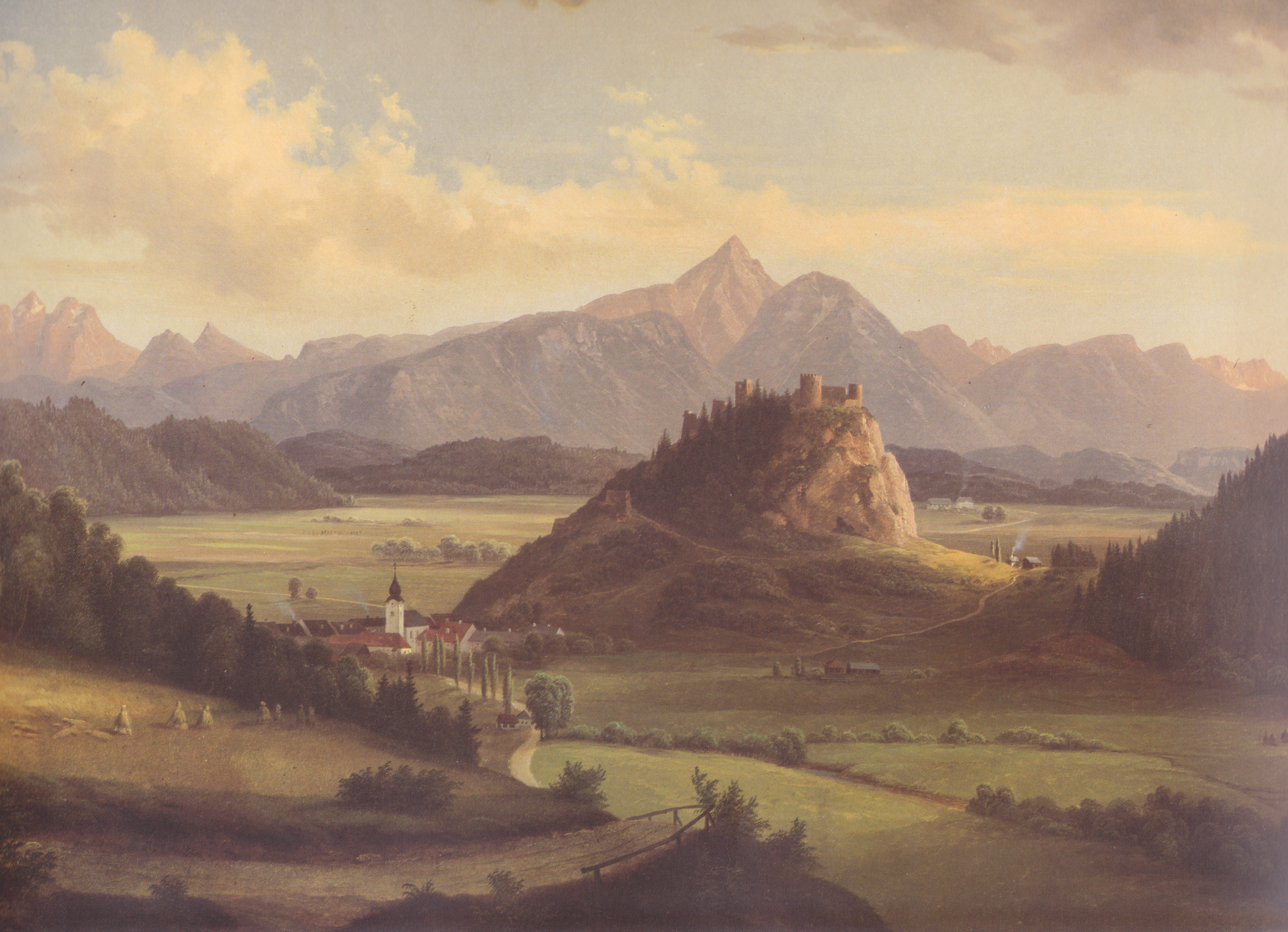
Ґріффен, сер. ХІХ ст. (худ. М. Пернгард)

## Історія

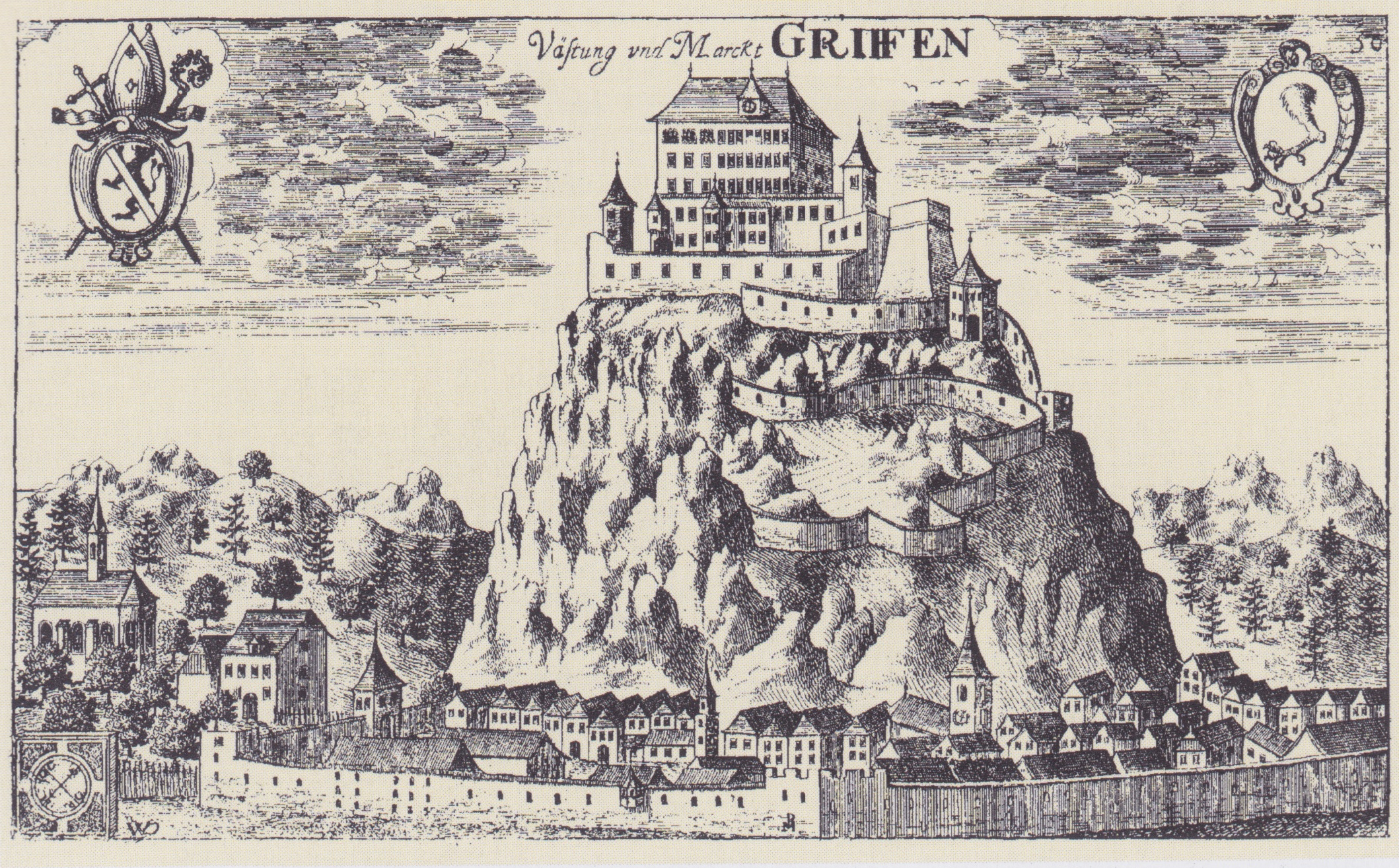
Гріффен (худ. Валвасор, 1688)

Замок збудували поміж 1124–1146 роками князі-єпископи Бамбергу. Фрідріх I Барбаросса 1160 назвав замок єпископів Grivena. До 1425 замку належало право смерті. При повстанні проти герцога Альбрехта I замок захопив граф Ульріх ІІ (1292/93). У XVI ст. замок розбудували до площі 4000 м². З 1759 замок перейшов від єпископів у володіння до цивільних правителів Каринтії — Марії-Терезії, графам фон Еггер. У 1768 відбулось останнє Богослужіння у каплиці замку, 1840 зірвано старі дахи. З 2000 розпочалось визначення стану мурів.

## Виноски
- Griffen [Архівовано 6 жовтня 2014 у Wayback Machine.](нім.)
- Griffner Schlossberg mit Burgruine Griffen [Архівовано 6 жовтня 2014 у Wayback Machine.](нім.)
- Burgruine Griffen [Архівовано 8 березня 2018 у Wayback Machine.](нім.)